# 高展宏
高展宏（1993年10月3日—）是一名台灣舉重運動員也是國家紀錄保持人，出生於高雄縣桃源鄉，為布農族人。

## 生涯
2021年4月，他在2020年亞洲舉重錦標賽打破抓取國家紀錄。
他代表台灣參加2020年夏季奧林匹克運動會，也是他首次參加奧運，出戰男子61公斤級項目，惜因傷發揮不如預期，無緣獎牌。

## 外部連結
- 高展宏在IWF（英语）
- 高展宏在International Weightlifting Results Project（英语）
- 高展宏在Olympedia（英语）
- 高展宏的Facebook專頁
- 高展宏的Instagram帳戶